# Аномальная жара в Европе (2003)
Аномальная жара в Европе 2003 года — стихийное бедствие, которое накрыло континент в июле — августе, став на тот момент самой горячей и смертоносной в истории Европы за всю историю метеорологических наблюдений,  по крайней мере с 1540 года. Повышение температуры стало следствием западноевропейского сезонного отставания от морского влияния теплых вод Атлантики в сочетании с горячим континентальным воздухом и сильными южными ветрами.
Общее число погибших в результате природной стихии оценивается более чем в 70 000 человек. В Италии погибло около 20 тысяч человек, во Франции — 14,8—19,0 тысяч, в Испании — почти 13 тысяч, в Германии — около 9 500; в Нидерландах около полутора тысяч человек; были жертвы и в других странах, хоть и в кратно меньшем количестве.
В регионах затронутых аномальных жарой было зафиксировано в падение в среднем на 10 % сельскохозяйственного урожая и  0,5 % валового внутреннего продукта (ВВП).

## Пострадавшие страны
Расположены в алфавитном порядке:

### Великобритания
В Великобритании произошло одно из самых жарких лет за всю историю наблюдений с температурой значительно выше средней. Атлантические циклоны принесли на короткое время прохладную и влажную погоду в конце июля и начале августа, прежде чем 3 августа температура начала существенно повышаться. В Соединенном Королевстве было побито несколько погодных рекордов, в том числе, 10 августа, в графстве Кент в городе Фавершем, был установлен новый рекорд самой высокой когда-либо зарегистрированной температуры в стране — 38,5 °C, которая оставалась самой высокой зарегистрированной температурой в Великобритании до волны тепла в июле 2019 года. Это был первый случай, когда на Британских островах была официально зафиксирована температура, превышающая 38 °C.
9 августа в местечке Грейкруке в округе Скоттиш-Бордерс также побила свой национальный температурный рекорд Шотландия; была зафиксирована температура 32,9 °C.
На участке автомагистрали М25 между развязками 26 и 27 расплавилось асфальтовое покрытие, а железнодорожные рельсы во множестве мест выгнуло из-за температурного расширения. Кроме того люди спасались от жары в водоёмах, зачастую игнорируя предупреждения о неприспособленности тех или иных мест для купания, что в итоге также привело к трагедиям.
Из-за большого количества смертей правительство Великобритании запустило систему наблюдения за здоровьем в условиях жары, которая выдает предупреждения, если температура поднимается выше 30 °C днем и 15 °C ночью. По данным Королевских военно-воздушных сил, во время жары 2003 года в стране умерло более чем на 2000 человек больше, чем за тот же период умирает по среднестатистическим значениям.

### Германия
В Германии судоходство по Эльбе и Дунаю и другим рекам было почти полностью прервано из-за низкого уровня воды. Низкий уровень воды на Рейне вынудил загружать корабли лишь на 20-30 %, только так они могли преодолевать мелководье. Засуха привела большим проблемам у фермеров и, как следствие, к сокращению сельскохозяйственного производства. Гидроэлектростанции напрямую зависящие от уровня воды существенно сократили выработку электроэнергии. Тепловым и атомным электростанциям также пришлось сократить производство электроэнергии, поскольку ТЭЦ испытывали дефицит угля, а АЭС не могли забирать и сбрасывать воду из реки используемую для охлаждения в реки из-за того, что температура водя в реке была выше, чем в температура воды в охладителях приготовленная к сбросу.
Лето 2003 года со средней температурой 19,6 °C стало самым теплым на тот момент за всю историю Германии. 9 августа в Карлсруэ и 13 августа во Фрайбурге температура достигла отметки 40,2 °C. По некоторым оценкам, число смертей, связанных с жарой, составило около 9 500 человек.

### Ирландия
Лето 2003 года в Ирландии было заметно теплее среднестатистического, но жара там была гораздо менее выраженной, чем в остальной Европе. Август был, безусловно, самым тёплым, солнечным и засушливым месяцем лета с температурой примерно на 2 °C выше средней, что тяжело переносилось местными жителями, привыкшими к прохладе, хотя некоторые жители других стран, затронутых аномальной жарой 2003 года, скорее сочли бы эту температуру довольно комфортной. Самая высокая температура была зарегистрирована в графстве Мейо в деревне Белдерг 8 августа и составила 28,4 °C.

### Испания
Первоначально было заявлено, что из-за аномальной жары в Испании погиб 141 человек. Дальнейшее более детальное исследование INE показало, что летом 2003 года количество смертей превысило 12 963 человека.
Температурные рекорды в ряде мест были побиты, причём волна жары сильнее ощущалась в обычно более прохладной северной Испании. Наиболее высокие показатели температур были зарегистрированы в городах, Севилья (45,2 °C), Херес-де-ла-Фронтера (45.1 °C) и Жирона (41 °C).

### Италия
Лето 2003 года стало в Италии одним из самых горячих за предыдущие три столетия. На метеостанции в коммуне Катенануова на Сицилии в июле 2003 года среднемесячная температура составляла 31,5 °C , с абсолютным максимумом 46,0 °C 17 июля. В некоторые дни рост энергопотребления в сочетании с сокращением на 800 МВт подачи электроэнергии, импортируемой из Франции, которая сама справлялась с волной жары, вынудил итальянские энергетические компании устраивать веерные отключения электроэнергии. В результате число смертей, связанных с волнами жары, составило около 20 000 человек.

### Люксембург
В деревне Финдель в коммуне Сандвейлер 8 и 12 августа 2003 года температура воздуха достигала 37,9 °C, что сделало её самой высокой температурой в стране с момента начала регистрации в 1947 году; этот температурный рекорд был побит в уже в июле 2019 года.

### Нидерланды
В Нидерландах произошло около 1 500 смертей, связанных с аномальной жарой; преимущественно среди пожилых людей. Волна жары не побила рекордов, хотя четыре тропических погодных дня в середине июля, предшествующие официальной волне, не учитываются из-за прохладного дня между ними, что по спецификации определения жары внутри страны, отрезало их от основного события.
Самая высокая температура, зарегистрированная в рамках основной волны тепла, была 7 августа, когда в селе Арсен, расположенном провинции Лимбург, была достигнута температура 37,8 °C, что всего на 0,8 °C ниже национального рекорда зарегистрированного летом 1904 года.

### Португалия
В Португалии, по официальным оценкам, произошло 1 953 дополнительных случая смерти (позднее данные были скорректированы в диапазон от 1866 до 2039), что на 43 % выше, чем среднестатистическое для этого временного периода в пострадавших регионах. 1 августа 2003 года стал самым жарким днём за последние столетия: ночная температура значительно превышала 30 °C. На рассвете того же дня в южном регионе страны разразился сильный шторм, а в течение следующей недели жаркий и сильный ветер сирокко способствовал распространению обширных лесных пожаров.
Около 5 процентов сельскохозяйственных угодий Португалии и более 10 % лесов (215 000 гектаров[7] или примерно 2150 км2) были уничтожены, в огне погибло ещё 18 человек. В городе Амарележа температура достигла 48 °C.

### Франция
По данным Национального института здравоохранения и медицинских исследований Франции, во время жары во Франции произошло от 14802 до 19490 случаев смерти, связанных с жарой (в основном среди пожилых людей). Во Франции обычно не очень жаркое лето, особенно в северных районах, но в этот раз восемь дней подряд температура не опускалась менее чем до 40 °C (104 °F). Из-за привычного относительно мягкого лета большинство людей не знали, как реагировать на очень высокие температуры (например, в случаях регидратации). Большинство частных домов и жилых помещений не были оборудованы кондиционерами. И хотя у правительства был разработан план действий на случай различных природных и техногенных катастроф, высокие температуры тогда не считались серьезной опасностью, что и привело к катастрофе.
Жара достигла своего пика в августе, когда многие люди, в том числе министры правительства и врачи, находятся в отпуске. Многие тела не забирались в течение нескольких недель, поскольку родственники умерших уехали на отдых. Для хранения тел использовался непрофильный холодильный склад под Парижем, поскольку морги были переполнены. По состоянию на 3 сентября 2003 года 57 тел найденные в столице и её пригородах все ещё оставались невостребованными и были захоронены без участия близких.
Большое количество смертей можно объяснить слиянием, казалось бы, не связанных друг с другом событий. Во-первых, большинство ночей во Франции прохладные, даже летом и, как следствие, дома (обычно каменные, бетонные или кирпичные) не слишком сильно нагреваются в дневное время и излучают минимальное тепло ночью, поэтому кондиционирование воздуха обычно не требуется. Во время аномальной жары температура оставалась на рекордно высоком уровне даже ночью, нарушая обычный цикл охлаждения. Во-вторых, пожилые люди, живущие одни, никогда раньше не сталкивались с такой сильной жарой и не знали, как реагировать, или были слишком ослаблены жарой, чтобы самостоятельно к ней адаптироваться. У пожилых людей, пользующихся поддержкой семьи, или тех, кто проживал в домах престарелых, рядом были люди, которые могли внести за них нужные коррективы (обилие питья, нужные лекарства, использование льда и т. д.). Это привело к неожиданному уровню выживаемости: среди самой недееспособной группы было значительно меньше смертей, чем у более физически здоровых пожилых людей, не нуждавшихся в постоянной медицинской помощи и уходе (преимущественно одинокие пожилые женщины).
Обвинения властей Франции в том, что именно недостатки национальной системы здравоохранения привели к такому числу смертей, вызвало в стране горячие споры. Администрация президента Жака Ширака и премьер-министра Жан-Пьера Раффарена возложили вину на семьи, которые оставили пожилых людей без присмотра, а то, что семейные врачи имели обыкновение в это время уходить в отпуск, по утверждению властей, мало повлияло на описываемые события, поскольку проблема была не в недостатке врачей, а в установлении местонахождения пожилых людей, нуждающихся в медицинской помощи, включая экстренную. Тем не менее, оппозиция возложила вину на руководство всех уровней, а, в условиях свободы слова, их обвинения были растиражированы во многих средствах массовой информации, что не могло не вызвать большой общественный резонанс. Многие обвиняли министра здравоохранения Жана-Франсуа Маттея в том, что он не вернулся из отпуска, когда волна жары стала серьезной угрозой, а также его помощников в блокировании экстренных мер в государственных больницах (например, отзыва врачей из отпусков). Особенно ярым критиком был доктор Патрик Пеллу, глава профсоюза врачей скорой помощи, который обвинил администрацию Раффарена в игнорировании предупреждений специалистов здравоохранения и экстренной помощи и попытке минимизировать кризис путём замалчивания проблемы. В результате Маттей потерял свой министерский пост во время перестановок в кабинете министров (31 марта 2004 года).
Но далеко не все обвиняли правительство, или, по крайней мере, не столько его.

«Структура семьи во Франции более разобщена, чем где-либо в Европе, и преобладающие в обществе представления заключаются в том, что, когда пожилые люди закрываются за дверями своих квартир или домов, они становятся чужой проблемой…»

сказал Стефан Мансион, представитель французского отделения Красного Креста. Он также заметил, что

«Эти тысячи пожилых людей умерли не от жары как таковой, а от изоляции и недостаточной помощи, в которой они жили изо дня в день, и в которой практически любая кризисная ситуация могла стать фатальной.»

Аномальная жара 2003 года показала французам, что смертельная опасность возникает, как правило, в результате сложной комбинации как природных так и социальных факторов. Хотя исследования показывали, что волны тепла представляют собой серьезную угрозу для жизни, во Франции в то время не было разработано должных мер для минимизации ущерба от подобных природных стихий. До событий 2003 года волны тепла были в стране сильно недооцененным риском, что отчасти объясняет большое количество жертв.
События лета 2003 года послужило тревожным сигналом для многих городов о необходимости принять меры по снижению климатических рисков в городских районах. В следующем году страна разработала национальный план по аномальной жаре, основанный на национальных системах прогнозирования и оповещения. Благодаря этому жара 2019 года и волна жара 2022-го унесли значительно меньше жизней. В дополнение к серьезным усилиям по своевременному выпуску предупреждающих сообщений, план включал такие меры, как создание холодных помещений в центрах для престарелых, замена асфальтового покрытия на игровых площадках более теплоотражающими материалами, а также обязательная теплоизоляция зданий в соответствии со строительными нормами. С 2012 года французские стандарты строительства новых и, в меньшей степени, существующих зданий включают требования, касающиеся защиты во время периодов сильной жары. В Париже рост парков и зеленых насаждений стал ещё одним решением проблемы жары. Озеленение городов наиболее эффективно, когда зеленые насаждения поливают во время жары, так как это увеличивает охлаждающий эффект от эвапотранспирации.

### Швейцария
В Швейцарии аномальная жара привела к таянию ледников в Альпах, спровоцировала многочисленные лавины и вызвала ливневые наводнения. Новый общенациональный рекорд температуры 41,5 °C был зафиксирован в кантоне Граубюнден в коммуне Гроно.